# Oued Rhumel
Oued Rhumel är ett vattendrag i Algeriet.   Det ligger i provinsen Mila, i den norra delen av landet, 290 km öster om huvudstaden Alger.